# Marco Prince
Pour les articles homonymes, voir Prince.
Marc Prince, dit Marco Prince, est un auteur-compositeur, musicien, chanteur et comédien français, né le 10 octobre 1963 à Paris. Sa famille est originaire du Togo et du Bénin.

## Biographie

### Années 1970
Originaire du Bénin, et appartenant à la communauté togolaise du Bénin, la famille de Marco Prince émigre à Paris, fuyant le harcèlement politique que subissent à la fois ses parents et plusieurs membres de sa famille maternelle. Marco naît dans le 14e arrondissement de Paris, six mois avant que ses parents ne repartent en Afrique. Ils reviennent sept ans plus tard, car sa petite sœur est gravement malade (Christiane Prince, par ailleurs future batteuse). Ils s'installent en banlieue parisienne. Son père, marin, n'est pas souvent présent. Parallèlement à une scolarité facile (car doué en mathématiques), il se lance en autodidacte dans la musique (guitare, piano, percussions) et fait carrière.

### Années 1980
Après y avoir été serveur, Marco Prince fait ses gammes comme DJ au Palace, boîte de nuit parisienne mythique des années 1980-1990.
Désireux d'apprendre le trombone, il se tourne vers M. Bruley, un maître souffleur, qui l'oblige à de longues études de solfège. Il est initié au chant lyrique par la soprano Mady Mesplé.

### Années 1990
Chanteur-leader du groupe FFF (Fédération française de fonck), découvert par les professionnels  aux Transmusicales de Rennes en 1990, il enregistre dès 1991 leur premier album Blast Culture produit par Bill Laswell à New York (paru chez Epic).
Dans le sillon du jeune groupe prometteur, Spike Lee réalise le clip de l'album et George Clinton la vidéo d'une tournée au Japon, au Canada, en Afrique…
Marco Prince et son groupe imposent définitivement leur Heavy Fonck avec Free For Fever en 1993, que suit l'album éponyme FFF en 1996.
Après le concert du 5 juillet 1997 aux Eurockéennes de Belfort, FFF s'impose comme le groupe de scène par excellence avec Vivants, album live sans re-recording ni overdub, conforté par une Victoire de la Musique du meilleur groupe (Olympia 1997).
FFF sort l'album Vierge chez V2 en attend 2002.

### Années 2000
Après quelques participations en tant qu'acteur dans des films comme La Truite de Joseph Losey, L'Arbalète de Sergio Gobbi, Frantic de Roman Polanski, Le Défi de Blanca Li, Le Boulet d'Alain Berberian et Frédéric Forestier, Marco Prince signe sa première bande originale de film pour Vive la République  le film d'Eric Rochant.
Fasciné par l'aventure — à laquelle il avait déjà goûté au sein de FFF pour la BO de La Haine de Mathieu Kassovitz — Marco Prince crée alors la société Lola sous la Lune, outil malléable et sur mesure qu'il dote d'un studio professionnel spécialisé dans la musique à l'image et crée un orchestre de chambre composé du fleuron de la relève classique.
Suivent ainsi notamment les BO de Total Western film d'Eric Rochant (dans lequel il joue également), Le Pharmacien de garde film de Jean Veber, Tais-toi ! film de Francis Veber, Ce qui compte pour Mathilde court-métrage de Stéphanie Murat, Elle pleure pas court-métrage de Steve Suissa, Victoire film de Stéphanie Murat…
Éclectique peut certainement définir au plus près le travail de Marco Prince qui a composé la musique du spectacle de one man show de Jamel Debbouze 100 % Debbouze mais aussi Histoires de pieds, court-métrage de David et Stéphane Foenkinos, Zoe Melody film d'animation d'Alexandre Athané, L'École pour tous film d'Eric Rochant, Jean-Philippe film de Laurent Tuel, tandis que circulent les rumeurs d'un album solo du chanteur ainsi que d'un nouvel album du groupe FFF.
En 2006, le comité olympique engage Marco Prince pour la composition de la musique de la cérémonie d'ouverture des 15e Jeux asiatiques de Doha.

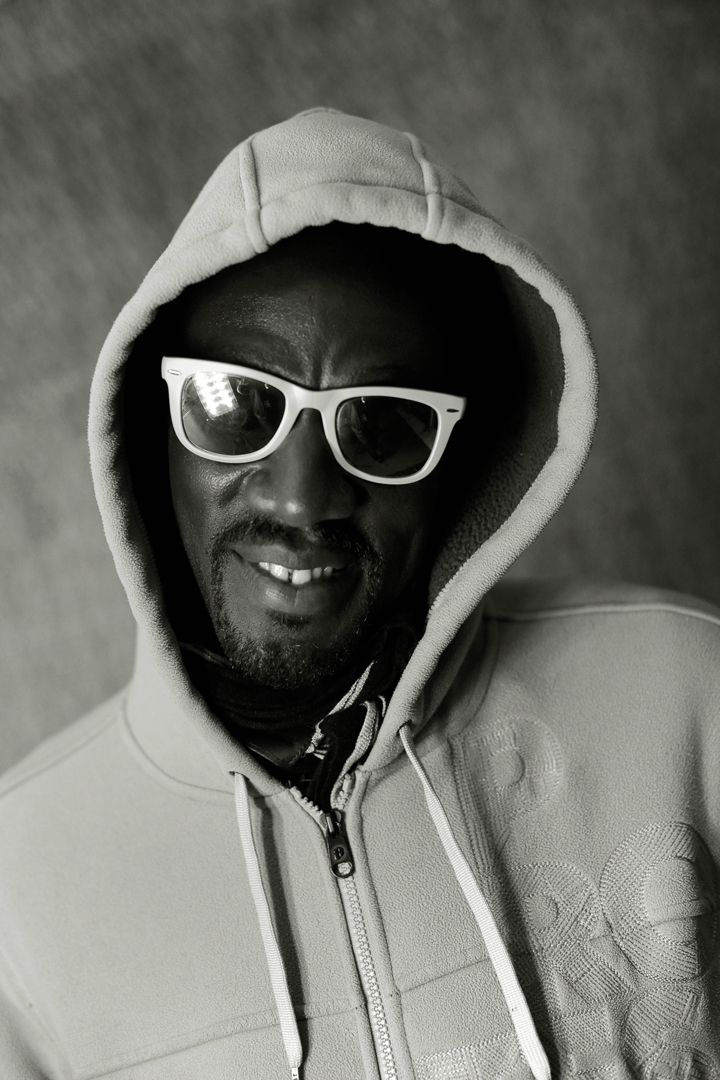
Marco Prince. Festival 7ème Vague. 2014.

2007 : il compose la chanson Besoin d'ailleurs pour Valérie Louri, une des dix candidats de la présélection française pour le Concours Eurovision de la chanson 2007.
Après plusieurs créations de spectacles événementiels (soixantième anniversaire de la maison DIOR, sortie du nouveau parfum Midnight Poison, le show ETAM Saint-Valentin au Palais des sports, etc.) arrive la consécration internationale : l'IRB (International Rugby Board) lui demande de composer la musique de la cérémonie d'ouverture de la coupe du monde de rugby 2007 au Stade de France, symphonie inspirée des traditions et des valeurs essentielles du rugby.
2008 : Eric Rochant demande à Marco Prince de composer la musique de la série Mafiosa saison 2 qu'il réalise. Après plusieurs mois de travail et de recherche, la série produite par Canal+ ainsi que la musique sont un succès auprès du public et de la chaîne qui envisage de sortir une BO début 2009.
En 2008, il fait une apparition dans le film Paris de Cédric Klapish, dans le rôle de « disco » auprès de Juliette Binoche.
Parallèlement à son activité de studio, Marco Prince revient vers la scène : il est nommé en octobre directeur musical de la tournée Dante de l'artiste Abd Al Malik.
En 2009, création du studio « Sun », 110 m2 au cœur de Paris consacré à la musique et au cinéma.
Fin 2009, pour remplacer Sinclair, M6 choisit Marco Prince pour rejoindre l'équipe du jury de la Nouvelle Star qui est composée d'André Manoukian, de Philippe Manœuvre, et de Lio dans la saison 8. La première émission (étape des castings) est diffusée le 2 mars 2010. Il a fait son premier prime-time en tant que juré au Pavillon Baltard le 14 avril 2010.
2010 : Marco Prince déclare dans les médias vouloir « remettre les couverts » avec FFF. Une tournée débutera en 2013, marquant la reformation du groupe.
2011 : Marco Prince est le parrain du festival Solidays qui s'est tenu du 24 au 26 juin à l'Hippodrome de Longchamp.

## Discographie
Albums FFF, auteur/compositeur/chanteur :
- 1991 : Blast Culture, produit par Bill Laswell à New York
- 1993 : Free for Fever
- 1996 : FFF
- 1997 : Vivants
- 2001 : Vierge
- 2023 : I scream
- 2025 : You Scream ?

## Bande originale de film
- 2000 : Total Western - réalisé par by Éric Rochant
- 2001 : Ce qui compte pour Mathilde - court métrage réalisé par Stéphanie Murat avec Sylvie Testud
- 2002 : Elle ne pleure pas - court métrage réalisé par Steve Suissa avec Cristiana Reali et Francis Huster
- 2003 : Le Pharmacien de garde - réalisé par Jean Veber avec Guillaume Depardieu
- 2003 : Tais-toi ! - réalisé par Francis Veber avec Gérard Depardieu et Jean Reno
- 2004 : Victoire, réalisé par Stéphanie Murat avec Sylvie Testud et Pierre Arditi
- 2005 : Une histoire de pieds - court métrage coréalisé par Stéphane Foenkinos et David Foenkinos, avec Pascale Arbillot
- 2005 : Jean-Philippe - réalisé par Laurent Tuel avec Johnny Hallyday et Fabrice Luchini
- 2006 : L'École pour tous - réalisé par Éric Rochant avec Noémie Lvovsky
- 2006 : Zoe Melody - Court-métrage réalisé par Alexandre Athanée
- 2008 : Mafiosa II - série TV réalisée par Éric Rochant, produit par Canal+
- 2011 : Le Marquis, de Dominique Farrugia

Il a aussi participé avec FFF à la compilation La Haine, musiques inspirées du film (1995, autour du film La Haine - réalisé par Mathieu Kassovitz)

## Pub TV
- 2002 : Nina Ricci « Mémoire d'homme », réalisé par Nicolas Hidiroglou
- 2002 : Philips  Aurea, réalisé par Wong Kar-wai
- 2019 : Seloger.com, réalisé par Marie Garel

## Événementiel
- 2004 : Jamel 100 % Debbouze, musique du spectacle de Jamel Debbouze
- 2006 : 15e Jeux asiatiques de Doha, Qatar, musique de la cérémonie d'ouverture
- 2007 : Coupe du monde de rugby, musique de la cérémonie d'ouverture au Stade de France
- 2007 : Etam  Show, cinquantième anniversaire, Palais des sports de Paris
- 2007 : Soixantième anniversaire de Dior, soirée de célébration à l'Opéra Garnier et musique pour la sortie du parfum Poison, film réalisé par Wong Kar-wai
- 2008 :  Directeur artistique de la tournée Dante d'Abd al Malik

## Acteur
- 1981 : Neige de Jean-Henri Roger et Juliet Berto : petit rôle (non crédité)
- 1982 : La Truite de Joseph Losey : petit rôle (non crédité)
- 1984 : L'Arbalète de Sergio Gobbi
- 1987: Jeux d'artifices de Virginie Thevenet : Napoléon
- 1988 : Frantic de Roman Polanski : petit rôle (non crédité)
- 2000 : Total Western de Eric Rochant : Ange
- 2002 : Edouard est marrant, court métrage de Riton Liebman
- 2002 : Le Défi de Blanca Li : Monzon
- 2002 : Le Boulet de Alain Berberian et Frédéric Forestier : un malien
- 2004 : Victoire de Stéphanie Murat : le travesti
- 2006 : Si le vent soulève les sables de Marion Hänsel : l'officier Armée Bleue
- 2008 : Paris de Cédric Klapisch : le dragueur d'Élise à la soirée chez Pierre
- 2012 : Florides de Margot Abascal
- 2014 : Divin Enfant de Olivier Doran : Thomas
- 2019 : publicité pour Seloger.com
- 2020 : Capitaine Marleau, épisode L'Arbre aux esclaves de Josée Dayan : Laurent Petit
- 2025 : La Venue de l'avenir de Cédric Klapisch : un descendant de la famille d'Adèle